# Kottamkara
Kottamkara es una ciudad censal situada en el distrito de Kollam en el estado de Kerala (India). Su población es de 44402 habitantes (2011). Se encuentra a 12 km de Kollam y a 65 km de Trivandrum.

## Demografía
Según el censo de 2011 la población de Kottamkara era de 44402 habitantes, de los cuales 21458 eran hombres y 22944 eran mujeres. Kottamkara tiene una tasa media de alfabetización del 94,27%, superior a la media estatal del 94%: la alfabetización masculina es del 96,71%, y la alfabetización femenina del 92%.